# Красная Таловка
Красная Таловка (укр. Красна Талівка) — село, относится к Станично-Луганскому району Луганской области Украины.
Население по переписи 2001 года составляло 1081 человек. Почтовый индекс — 93621. Телефонный код — 6472. Занимает площадь 4,35 км².

## Местный совет
93621, Луганская обл., Станично-Луганский р-н, с. Красная Таловка